# 艾希琳·布魯克
艾希琳·布魯克（英語：Ashlynn Brooke，1985年8月14日—），是名美國成人影星、脫衣舞孃和成人模特兒。她曾經是 New Sensations / Digital Sin 的專屬表演者2010年退出色情行業，如今在YouTube平台上經營營養生意
她亦參演2010年電影《食人魚3D》。

## 生平
布魯克出生於奧克拉荷馬州 喬克托。她從三年級開始參加啦啦隊，一直到2003年高中畢業為止。她最後同時參加三個隊伍，其中兩個的目的是參加啦啦隊競賽。布魯克表示她曾短暫的進入大學就讀，並且對於刑事司法和鑑識科學有興趣。在進入邁阿密的成人業界之前，曾經營二手車行長達三年。
布魯克最初是為《Easyriders》和《Gallery》拍攝裸露照片。2006年，布魯克進入成人業界，並拍攝超過三十部影片。她的第一部作品是「Bang Bros」網站的「Big Mouthfuls」，後來收入在DVD《Big Mouthfuls #12》。布魯克曾經是成人影片業者 Digital Sin 和 New Sensations 的簽約女星，後者在2007年11月起開始經營她的官方網站。她在2008年12月被選為「Twistys Treat of the Month」。
布魯克曾擔任加拿大成人頻道「Venus」的主持人，並計劃在「Vavoom TV」主持新節目《Dare 2 Bare》。
隨後她在2010年與Travis Rogers結婚，從此退出了色情行業。目前二人育有兩名女兒。

## 獎項
- 2007年Adultcon提名 – Best Actress in a Self Pleasure Scene
- 2007年Adultcon二十大成人女星[14]
- 2008年成人影帶新聞獎提名 – 最佳新人[15]
- 2008年成人影帶新聞獎提名 – 最佳挑逗演出
- 2008年成人影帶新聞獎提名 – 最佳團體性愛場景，錄影帶類 – 《Addicted Forever》
- 2008年 Xbiz Award 提名 – 最佳新人
- 2008年 AEBN Award – 最佳新人
- 2008年 XRCO Award 提名 – 最佳新人
- 2008年 F.A.M.E. Awards – 最受歡迎胸部[16]
- 2009年成人影帶新聞獎提名 – 最佳全女性團體性愛場景 – 《Addicted 4》（與珍娜·荷茲）[17]
- 2009年成人影帶新聞獎提名 – 年度女表演者[17]
- 2009年成人影帶新聞獎提名 – 最佳挑逗演出 – 《My Plaything: Ashlynn Brooke》[17]
- 2009年成人影帶新聞獎提名 – 最佳女配角 – 《Hearts and Minds II》[17]
- 2009年成人影帶新聞獎提名 – 最佳 POV 性愛場景 – 《Tommy Gunn: Point Blank POV》[17]

## 外部連結
- 艾希琳·布魯克的MySpace主頁
- 艾希琳·布魯克[永久]在Facebook的頁面